# Wilsonka kanadyjska
Wilsonka kanadyjska (Cardellina canadensis) – gatunek małego, wędrownego ptaka z rodziny lasówek (Parulidae). Nie wyróżnia się podgatunków. Żeruje bardzo aktywnie latając za owadami, rzadko powyżej 3 metrów.

## Morfologia
Długość ciała 12,5–15 cm. Wierzch ciała niebieskoszary; spód żółty. Maska oraz boki szyi czarne, jasna obrączka oczna. Na piersi widoczny naszyjnik z czarnych plamek. Pokrywy podogonowe białe. Samica podobna, jednak maskę ma szarą, a naszyjnik niewyraźny. Młode ptaki podobne do samicy, ale plamki na piersi są nieliczne, grzbiet jest często pokryty oliwkowobrązowym nalotem.

## Zasięg, środowisko
Podszyt w starych lasach środkowej, północno-wschodniej i środkowo-wschodniej części Ameryki Północnej; na południu we wschodnich górach. Zimę spędza w północno-zachodniej Ameryce Południowej (na południe po Peru); nieregularnie zimuje także w Ameryce Centralnej. Na zimowiskach przebywa w lasach z gęstym podszytem, na skrajach lasów, na ocienionych plantacjach kawy i polach z krzewami.

## Status
IUCN uznaje wilsonkę kanadyjską za gatunek najmniejszej troski (LC, Least Concern) nieprzerwanie od 1988 (stan w 2020). Organizacja Partners in Flight szacuje liczebność populacji na 3 miliony dorosłych osobników. Trend liczebności populacji uznawany jest za spadkowy.